# Palazzo vescovile (Cracovia)
Il Palazzo vescovile di Cracovia (in polacco Pałac Biskupi w Krakowie) è la sede della Curia metropolitana di Cracovia e la residenza tradizionale dei vescovi di Cracovia dal tardo XIV secolo.
È il secondo più grande palazzo della città dopo il Wawel, in passato sede dei sovrani polacchi, e fa parte di un complesso monastico dell'ordine francescano.
Il Palazzo vescovile è noto per essere stato la residenza di Papa Giovanni Paolo II durante i suoi soggiorni in città e dal quale era solito dare le benedizioni e parlare ai fedeli da una finestra sopra l'entrata principale.
Prima della costruzione del palazzo e sin dall'XI secolo, la diocesi di Cracovia aveva sede nel Wawel dove ancora esistono i resti di edifici precedenti.
Il palazzo vescovile viene menzionato per la prima volta nel XIV secolo e da allora ebbe una storia turbolenta. Nel 1462 andò bruciato e successivamente ricostruito. Tra il 1642 e il 1647 venne nuovamente ricostruito con una nuova scala e portali bugnati dal vescovo Piotr Gembicki per poi essere ristrutturato dopo l'invasione svedese nel 1655 e successivamente nel 1817-1820 da Szczepan Humbert.
Nel 1850, a causa dell'incendio di Cracovia, bruciarono la maggior parte degli arredi e delle mostre di ricordi nazionali e nel 1881-1884 il palazzo venne ristrutturato sotto la direzione dell'architetto Tomasz Pryliński.

## Architettura
Il palazzo è un esempio ben conservato dell'architettura del XIX secolo, con elementi del Rinascimento e del Barocco polacco tra cui loggia ad archi che si trova nel cortile, aggiunta dall'architetto Gabriel Słoński intorno al 1567. La disposizione generale del palazzo risalente alla metà del XVII secolo è rimasta invariata nonostante i successivi lavori di ristrutturazione.

## Giovanni Paolo II
Il palazzo, solitamente chiuso ai visitatori ad eccezione della parte museale, è una delle destinazioni religiose più popolari legate alla vita di Papa Giovanni Paolo II. Tra il 1958 e il 1978 il palazzo fu la residenza del cardinale Karol Wojtyła, che nell'ottobre 1978 divenne il primo Papa slavo nella storia con il nome di Giovanni Paolo II. Wojtyła aveva vissuto per la prima volta nel complesso durante la seconda guerra mondiale, quando era uno studente del seminario clandestino dell'Arcidiocesi di Cracovia diretto dal cardinale Adam Stefan Sapieha durante l'occupazione nazista della Polonia. Dopo una retata nazista del 6 agosto 1944 di migliaia di uomini e ragazzi di Cracovia, e alla quale Wojtyła sfuggì, Sapieha insistette perché gli studenti del seminario rimanessero nel Palazzo vescovile finché i tedeschi non avessero lasciato la città. Nello stesso palazzo, subito dopo la fine della guerra, Wojtyła fu ordinato sacerdote da Sapieha il 1 novembre 1946.
Poco distante dal palazzo (in via Kanonicza 19) si trova il Museo Arcidiocesano (in polacco Muzeum Archidiecezjalne) dove sono conservati molti manufatti rilevanti.
Dopo la morte di Giovanni Paolo II, il 2 aprile 2005, circa 40.000 cattolici si radunarono davanti al palazzo per una veglia notturna di preghiera e, in occasione dell'anniversario della sua morte, migliaia di fiori sono disposti intorno all'edificio e vengono accesi molti fuochi.
La finestra sopra l'ingresso del Palazzo è nota come la "finestra papale", poiché da qui Giovanni Paolo II parlava alle folle che si radunavano per vederlo.
Nel cortile del Palazzo si trova una statua di Giovanni Paolo II scolpita e donata dall'artista Jole Sensi Croci nel maggio 1980.